# 法爾塔灣
法爾塔灣是西非國家安哥拉的城鎮，由本吉拉省負責管轄，位於該國西部大西洋沿岸，北面毗鄰首府本吉拉，面積6,744平方公里，是重要的漁港，2006年人口估計約109,985。